# Arashiyama

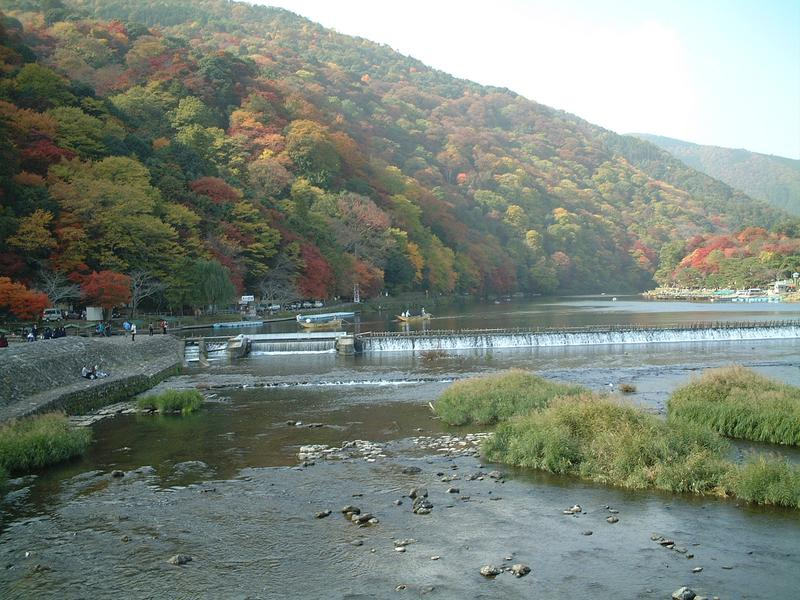
Monte Arashi (Arashiyama) al otro lado del río Ōi

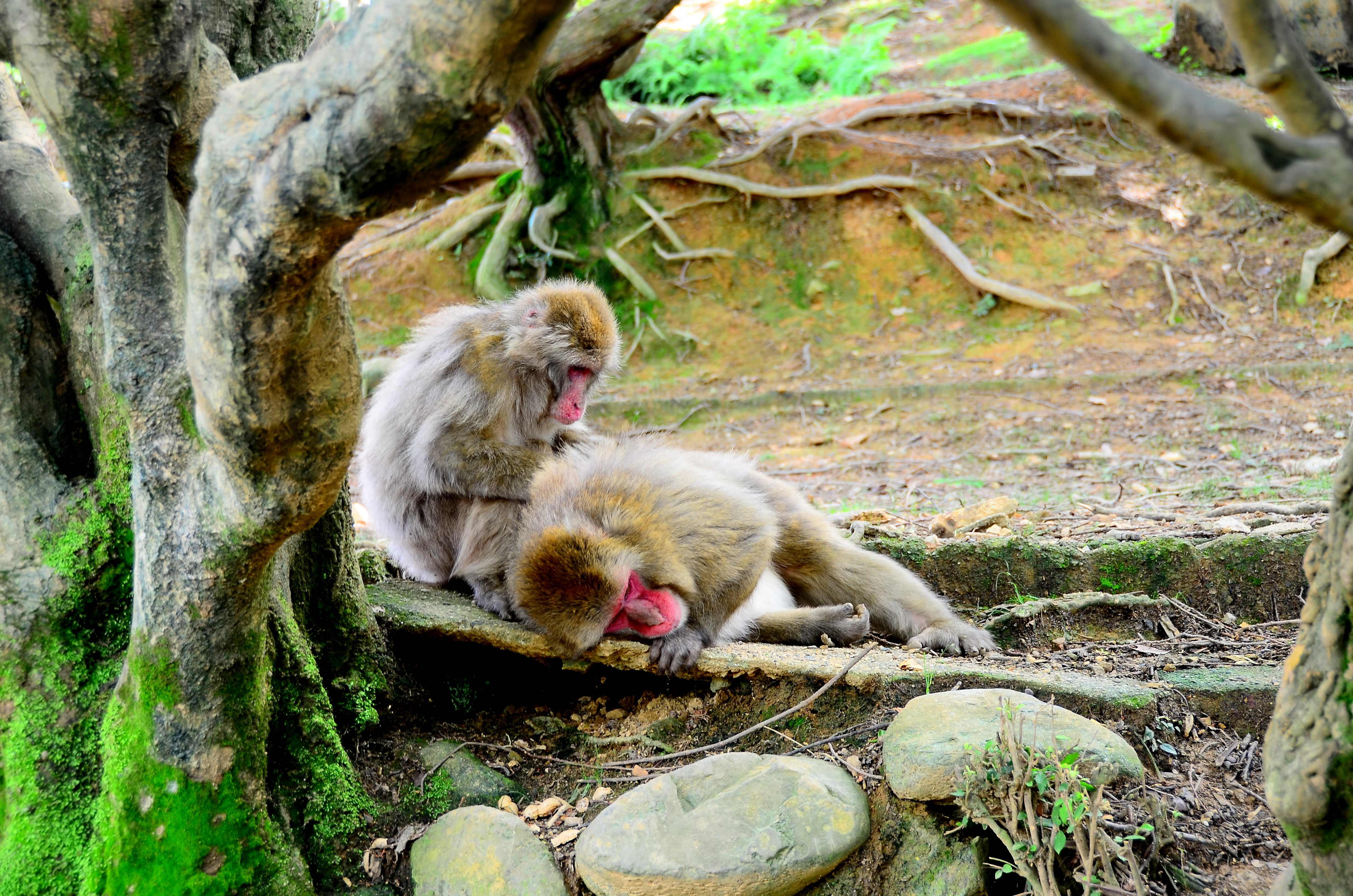
Parque de monos de Iwatayama

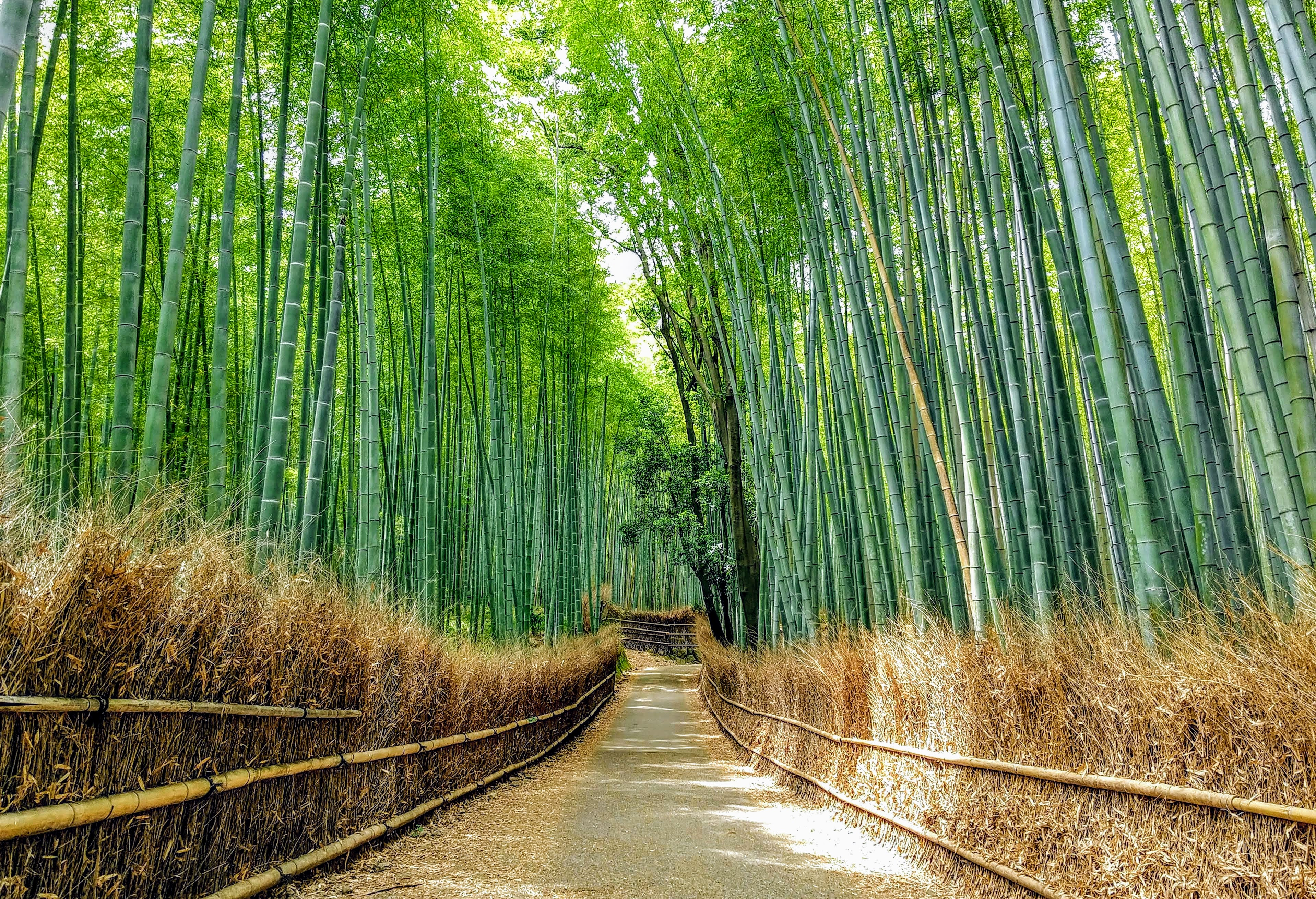
Bosque de bambú en Arashiyama

Arashiyama (嵐山 Storm Mountain?) es un distrito en las afueras occidentales de Kioto, Japón. También se refiere a la montaña al otro lado del río Ōi, que forma un telón de fondo para el distrito. Arashiyama es un sitio histórico designado a nivel nacional y un lugar de belleza escénica.

## Sitios turísticos destacados
- Arboleda de bambú de Arashiyama.
- El parque de monos de Iwatayama en las laderas de Arashiyama. Más de 170 monos viven en el parque. Si bien los monos son salvajes, se han acostumbrado a los humanos. El parque está en una pequeña montaña no muy lejos de la estación de tren Saga-Arashiyama. Los visitantes pueden acercarse y fotografiar a los monos. En la cumbre hay un recinto vallado donde los visitantes pueden dar de comer a los monos.
- El "Puente que cruza la luna" (渡月橋, Togetsukyō), notable por sus vistas de los cerezos en flor y los colores otoñales en las laderas de Arashiyama.
- La lápida de la cortesana Heike Kogo de Sagano.
- Tenryū-ji, el templo principal de una de las 15 ramas de la escuela Rinzai, una de las dos sectas principales del budismo zen en Japón.
- La aldea de Kiyotaki, un pequeño pueblo pintoresco en la base del monte Atago, hogar de un importante santuario sintoísta.
- matsunoo-taisha, un santuario a media milla al sur del área, alberga un manantial bendito. Es uno de los santuarios más antiguos del área de Kioto, fundado en el año 700. Las supuestas propiedades restauradoras del manantial atraen a muchas empresas locales de sake y miso a rezar para que su producto sea bendecido.
- Kameyama koen tiene una piedra que conmemora la visita de Zhou Enlai a Arashiyama. Lo conmovieron las flores de cerezo y la vegetación de la montaña. Los cuatro poemas que escribió sobre su visita están grabados en un monumento de piedra: "Arashiyama bajo la lluvia".
- Ōkōchi Sansō, la casa y los jardines de estilo japonés del actor de cine Denjirō Ōkōchi .
- Los cerezos florecen en primavera y las hojas se vuelven rojas en otoño.
- El bosque de bambú de Sagano es una famosa atracción para los turistas, que se encuentra cerca del templo Tenryū-ji .

## Transporte
Se puede acceder a Arashiyama por el ferrocarril eléctrico Keifuku desde el centro de Kioto o por la línea Hankyū Arashiyama desde Katsura, con conexiones desde las estaciones de Osaka y Kioto Karasuma. Además, la estación JR Saga-Arashiyama está ubicada en los suburbios del distrito.

## Togetsukyō

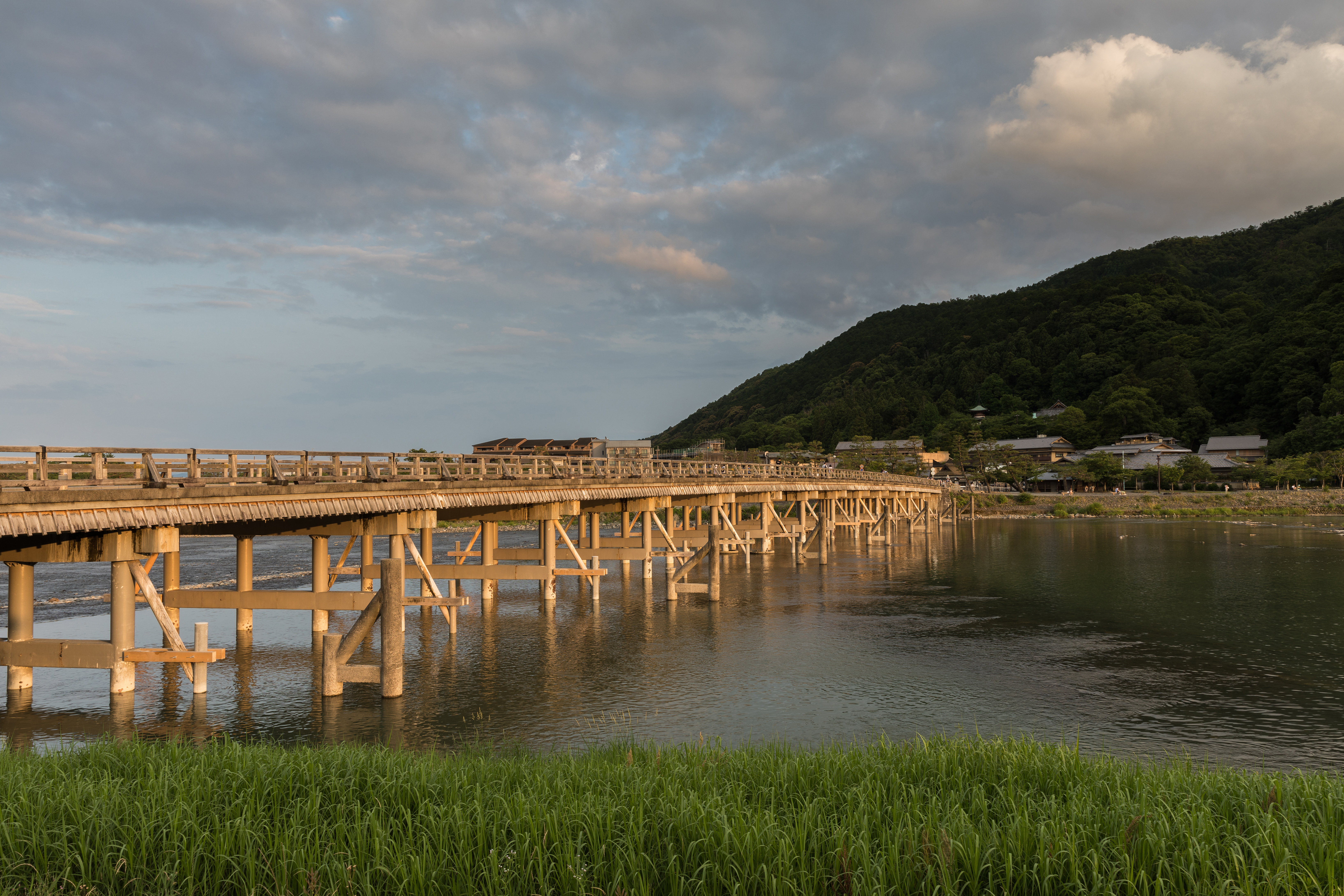
Togetsukyo

Togetsukyō (渡月橋) es un puente que cruza el río. Es el tema de una de las impresiones de ukiyo-e Vistas famosas de las sesenta y tantas provincias. Los japoneses utilizaron principalmente hormigón en 1934 para reconstruir el puente Togetsukyo, a diferencia de la versión original de madera destruida del puente de 836.
El río tiene tres nombres diferentes que denotan sus tramos superior, medio e inferior. Se llama río Oigawa en el curso superior, río Hozugawa en el curso medio y río Katsuragawa en el curso inferior.